# Tanglewood International Tennis Classic 1972
Il Tanglewood International Tennis Classic 1972 è stato un torneo di tennis. È stata la 2ª edizione del torneo, che fa parte del Commercial Union Assurance Grand Prix 1972. Si è giocato a Tanglewood negli Stati Uniti dal 24 al 30 luglio 1972.

## Campioni

### Singolare maschile
Bob Hewitt ha battuto in finale  Andrew Pattison con il punteggio di 3–6, 6–3, 6–1

### Doppio maschile
Bob Hewitt /  Andrew Pattison hanno battuto in finale  Jim McManus /  Jim Osborne con il punteggio di 6–4, 6–4